# 38. Międzynarodowy Festiwal Filmowy w Berlinie
38. Międzynarodowy Festiwal Filmowy w Berlinie odbył się w dniach 12-23 lutego 1988 roku. Imprezę otworzył pokaz niemieckiego musicalu Linia 1 w reżyserii Reinharda Hauffa. W konkursie głównym zaprezentowano 19 filmów pochodzących z 15 różnych krajów.
Jury pod przewodnictwem włoskiego krytyka filmowego Guglielmo Biraghiego przyznało nagrodę główną festiwalu, Złotego Niedźwiedzia, chińskiemu filmowi Czerwone sorgo w reżyserii Zhanga Yimou. Drugą nagrodę w konkursie głównym, Srebrnego Niedźwiedzia − Nagrodę Specjalną Jury, przyznano radzieckiemu półkownikowi z końca lat 60. pt. Komisarz w reżyserii Aleksandra Askoldowa.

## Przebieg festiwalu
Początkowo przewodniczącym jury miał być niemiecki aktor Gert Fröbe, ale z powodu choroby musiał on ostatecznie zrezygnować z tej funkcji. Dyrektor festiwalu Moritz de Hadeln mianował wówczas szefem jury włoskiego krytyka filmowego Guglielmo Biraghiego.
Honorowego Złotego Niedźwiedzia za całokształt twórczości odebrał brytyjski aktor Alec Guinness. W ramach festiwalu odbyła się retrospektywa pt. The History of Colour Film, poświęcona filmom barwnym.

## Członkowie jury

### Konkurs główny
- Guglielmo Biraghi, włoski krytyk filmowy i założyciel FF w Taorminie − przewodniczący jury[3]
- Ellen Burstyn, amerykańska aktorka
- Heiner Carow, niemiecki reżyser
- Eberhard Junkersdorf, niemiecki producent filmowy
- Tom Luddy, współzałożyciel Telluride Film Festival
- Heinz Rathsack, niemiecki historyk kina
- Daniel Schmid, szwajcarski reżyser
- Andriej Smirnow, radziecki aktor i reżyser
- Tilda Swinton, brytyjska aktorka
- Anna-Lena Wibom, szwedzka producentka filmowa
- Pavlos Zannas, grecki krytyk filmowy

## Selekcja oficjalna

### Konkurs główny
Następujące filmy zostały wyselekcjonowane do udziału w konkursie głównym o Złotego Niedźwiedzia i Srebrne Niedźwiedzie:
| Tytuł polski                    | Tytuł oryginalny             | Reżyseria                       | Kraj produkcji    |
| ------------------------------- | ---------------------------- | ------------------------------- | ----------------- |
| Sezon polowań                   | Av Zamanı                    | Erden Kıral                     | Turcja            |
| Telepasja                       | Broadcast News               | James L. Brooks                 | Stany Zjednoczone |
| Veronico Cruz                   | La deuda interna             | Miguel Pereira                  | Argentyna         |
| Jeden drugiego brzemiona noście | Einer trage des anderen Last | Lothar Warneke                  | NRD               |
| Raport                          | Ground Zero                  | Bruce Myles i Michael Pattinson | Australia         |
| Czerwone sorgo                  | 红高粱 Hong gao liang        | Zhang Yimou                     | Chiny             |
| Hudodelci                       | Hudodelci                    | Franci Slak                     | Jugosławia        |
| Jarrapellejos                   | Jarrapellejos                | Antonio Giménez-Rico            | Hiszpania         |
| Komisarz                        | Комиссар Komissar            | Aleksandr Askoldow              | ZSRR              |
| Kung-fu master                  | Kung-fu master!              | Agnès Varda                     | Francja           |
| Life Classes                    | Life Classes                 | William D. MacGillivray         | Kanada            |
| Matka Królów                    | Matka Królów                 | Janusz Zaorski                  | Polska            |
| Wpływ księżyca                  | Moonstruck                   | Norman Jewison                  | Stany Zjednoczone |
| Phera                           | ফেরা Phera                     | Buddhadeb Dasgupta              | Indie             |
| Biesy                           | Les possédés                 | Andrzej Wajda                   | Francja           |
| Theofilos                       | Θεόφιλος Theofilos           | Lakis Papastathis               | Grecja            |
| Walker                          | Walker                       | Alex Cox                        | Stany Zjednoczone |
| Wohin?                          | Wohin?                       | Herbert Achternbusch            | RFN               |
| Yasemin                         | Yasemin                      | Hark Bohm                       | RFN               |

### Pokazy pozakonkursowe
Następujące filmy zostały wyświetlone na festiwalu w ramach pokazów pozakonkursowych:
| Tytuł polski                                                  | Tytuł oryginalny | Reżyseria            | Kraj produkcji    |
| ------------------------------------------------------------- | --- | -------------------- | ----------------- |
| Więcej światła!                                               | Больше света! Bolsze swieta!                                                                                           | Marina Babak         | ZSRR              |
| Chuck Berry Hail! Hail! Rock ’n’ Roll                         | Chuck Berry Hail! Hail! Rock ’n’ Roll                                                                                  | Taylor Hackford      | Stany Zjednoczone |
| Krzyk wolności                                                | Cry Freedom | Richard Attenborough | Wielka Brytania   |
| Imperium słońca                                               | Empire of the Sun | Steven Spielberg     | Stany Zjednoczone |
| Historia Asi Klaczinej, która kochała, lecz za mąż nie wyszła | История Аси Клячиной, которая любила, да не вышла замуж Istorija Asi Kliaczinoj, kotoraja liubiła, no nie wyszła zamuż | Andriej Konczałowski | ZSRR              |
| Linia 1                                                       | Linie 1 | Reinhard Hauff       | RFN               |
| Mała Dorrit                                                   | Little Dorrit | Christine Edzard     | Wielka Brytania   |
| Coś z Alicji                                                  | Něco z Alenky | Jan Švankmajer       | Czechosłowacja    |
| Wariatka                                                      | Nuts | Martin Ritt          | Stany Zjednoczone |
| Powaqqatsi                                                    | Powaqqatsi | Godfrey Reggio       | Stany Zjednoczone |
| Wrzesień                                                      | September | Woody Allen          | Stany Zjednoczone |

## Laureaci nagród

### Konkurs główny
Złoty Niedźwiedź
- Czerwone sorgo, reż. Zhang Yimou

Srebrny Niedźwiedź − Nagroda Specjalna Jury
- Komisarz, reż. Aleksandr Askoldow

Srebrny Niedźwiedź dla najlepszego reżysera
- Norman Jewison − Wpływ księżyca

Srebrny Niedźwiedź dla najlepszej aktorki
- Holly Hunter − Telepasja

Srebrny Niedźwiedź dla najlepszego aktora
- Manfred Möck i Jörg Pose − Jeden drugiego brzemiona noście

Srebrny Niedźwiedź za wybitne osiągnięcie artystyczne
- Janusz Zaorski − Matka Królów

Srebrny Niedźwiedź za wybitny wkład artystyczny
- Miguel Pereira − Veronico Cruz

### Konkurs filmów krótkometrażowych
Złoty Niedźwiedź dla najlepszego filmu krótkometrażowego
- Oblast, reż. Zdravko Barišić

### Pozostałe nagrody
Nagroda FIPRESCI
- Komisarz, reż. Aleksandr Askoldow

Honorowy Złoty Niedźwiedź za całokształt twórczości
- Alec Guinness

## Polonica
W konkursie głównym kinematografię polską reprezentował film Matka Królów w reżyserii Janusza Zaorskiego, adaptacja powieści Kazimierza Brandysa, powstała w 1982 i odesłana przez władze na półki. Film zdobył Srebrnego Niedźwiedzia za wybitne osiągnięcie artystyczne oraz Nagrodę FIPRESCI – Wyróżnienie Honorowe.
Andrzej Wajda pokazał w konkursie głównym swój zrealizowany we Francji film Biesy na podstawie powieści Fiodora Dostojewskiego. W obrazie wystąpili również polscy aktorzy (w rolach drugoplanowych m.in. Jerzy Radziwiłowicz i Zbigniew Zamachowski).